# Motortorpedbåt

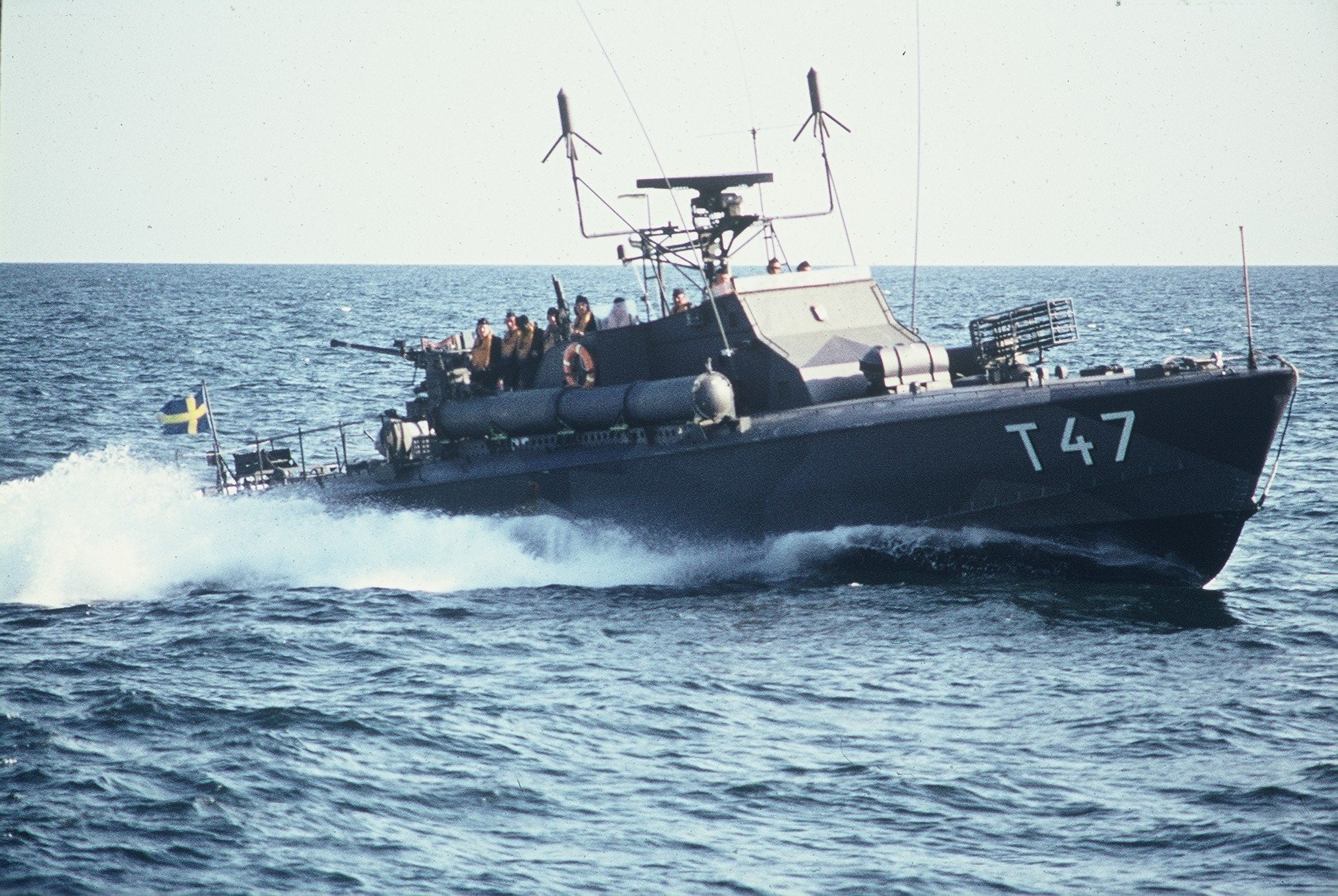
Motortorpedbåten T47.

Motortorpedbåt är ett snabbgående ytattackfartyg som skiljer sig från torpedbåtar genom att skrovet är planande, det vill säga till skillnad från deplacerande fartyg som flyter genom att de undantränger en viss vattenmassa (Arkimedes princip), lyfter de sig ur vattnet genom att använda de dynamiska krafter som uppstår vid hög fart.
Som namnet anger bestod båtarnas huvudbeväpning av torpeder. Som komplement användes även kulsprutor eller lätta automatkanoner. För mörkeranfall användes lysraketer. I vissa fall kunde även minor och sjunkbomber medföras.

## Historik
De första svenska motortorpedbåtarna var av s.k. Italiensk MAS-typ och levererades från Italienska flottans varv i La Spezia strax efter första världskriget. De fick benämningen Mtb 1 och Mtb 2. Ytterligare två motortorpedbåtar Mtb 3 och Mtb 4 tillfördes svenska marinen 1925. Dessa fartyg var byggda i England av den engelska firman Thornycroft.
De italienska båtarna försvann tidigt, medan Mtb 3 och Mtb 4 var rustade sista gången 1933. Motortorpedbåtarnas svagheter var i första hand den begränsade aktionsradien och den dåliga sjödugligheten. Deras underhåll var dyrt och bensinmotorerna var inte så driftsäkra. Motortorpedbåten kom därför i vanrykte och nyproduktion upphörde.
Utvecklingen, speciellt motortekniken, gick framåt och mot slutet av 1930-talet började stormaktsmarinerna åter intressera sig för motortorpedbåtar. Båtarna växte i storlek. De hade något lägre fart men bättre sjövärdighet. 1938 beviljade Sveriges riksdag inköp av fyra motortorpedbåtar från England. Endast två av dem, T 3 och T 4 kunde efter andra världskrigets utbrott föras hem till Sverige. Från Italien inköptes 1940 fyra något mindre motortorpedbåtar.
Efter andra världskrigets utbrott blev det angeläget att snabbt och effektivt förstärka det svenska torpedbåtsvapnet. Eftersom det var uteslutet att inköpa fler båtar från utlandet, återstod endast att starta tillverkning inom landet. Den uppgiften anförtroddes Kockums Mekaniska Verkstads AB i Malmö i samverkan med marinförvaltningen.

## Konstruktion
Tidiga motortorpedbåtar var stegbåtar, dvs. de hade plan botten med ett "hack", som gjorde att de vid hög fart endast hade två mindre ytor i kontakt med vattnet, en vid steget och en strax för om akterspegeln. Under resten av botten var det luft, vilket minskade friktionsmotståndet. Detta gav hög fart, men dålig sjöduglighet. Senare typer var försedda med V-botten, vilket medgav mjukare gång i sjö, men något sämre toppfart.
Motortorpedbåtarnas utveckling var starkt kopplad till dito för stora bensinmotorer. I USA och England användes främst motorer av fabrikat Packard. I Sverige användes huvudsakligen motorer av den Italienska typen Isotta Fraschini. Dessa var av W-typ, dvs. de hade tre rader cylindrar. Motorerna var inte omkastbara eller hade backslag, man kunde alltså inte backa med dem. I stället hade motortorpedbåtarna ett par mindre motorer av bilstorlek, s.k. marschmotorer som användes vid manövrer i hamn. Dessa kunde även användas som smygmotorer då man ville ta sig fram tyst.
Att använda bensinmotorer på krigsfartyg var problematiskt ur brandsäkerhetssynpunkt. På båtarna och på omgivande kajer gällde rökförbud. Båtarnas bensintankar bestod av ett gummimaterial som gjorde att dessa kunde sjunka ihop allteftersom bensinen förbrukades och expandera igen när de fylldes på. Därigenom kunde man undvika att tankarna innehöll luft, vilket kunde innebära explosionsrisk.

## Användning
Motortorpedbåtarna konstruerades för att anfalla fartyg på havet med torpeder. Eftersom torpederna var ostyrda, måste man komma ganska nära målet för att uppnå rimlig träffsannolikhet. Detta kunde vara svårt att under dager komma tillräckligt nära utan att bli utsatt för motverkan, varför motortorpedbåtarnas användningsområde begränsades till mörker eller i skärgård, där man kunde dyka upp överraskande.
Alternativa användningsområden var spaning och specialoperationer, till exempel att transportera attackdykare eller infiltratörer till sina insatsområden. En fredstida roll var att utbilda sjöofficerare i högfartsnavigering.

## Veteranflottiljen i Sverige

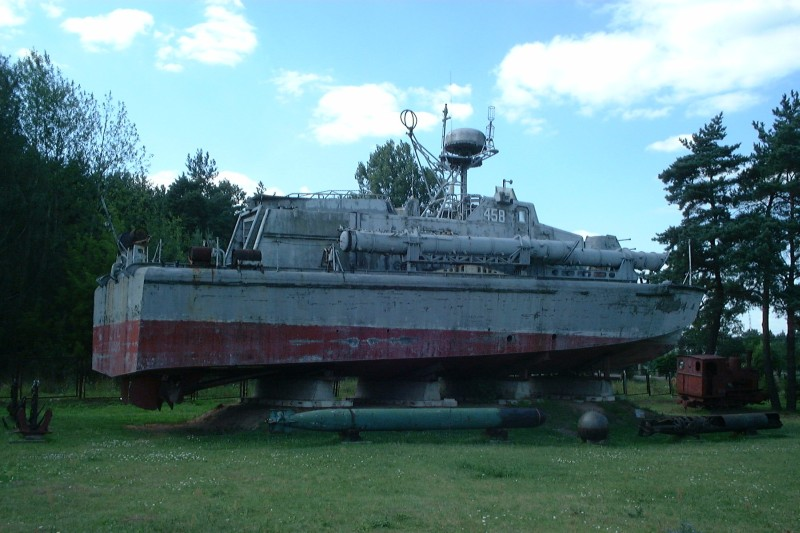
Polsk motortorpedbåt uppställd på land som museiföremål

I Sverige finns fyra motortorpedbåtar bevarade, nämligen:
- T26
- T38
- T46
- T56

De är ordnade under paraplyorganisationen Föreningen Mtb-veteraner.